# 伊藤大輔 (映画監督)
伊藤 大輔（いとう だいすけ、1898年〈明治31年〉10月13日 - 1981年〈昭和56年〉7月19日）は、日本の映画監督、脚本家である。時代劇映画の基礎を作った名監督の一人であり、「時代劇の父」とも呼ばれる。

## 来歴

### 映画監督へ
1898年（明治31年）10月13日、愛媛県宇和島市に中学校教師の父・朔七郎と母・寿栄の息子として生まれる。
1911年（明治44年）、旧制松山中学（現・愛媛県立松山東高等学校）に入学。この時に雑誌『白樺』の影響を受けて、同窓の伊丹万作、中村草田男、重松鶴之助らと回覧雑誌『楽天』を発行。文才のある伊藤が文章を書き、画才のあった伊丹が挿絵を描き、中村、重松らと文筆を競った。中学卒業後、父逝去のため進学を諦め、呉海軍工廠に製図工として勤務する。
1920年（大正9年）、呉工廠内で宮地嘉六が主宰する演劇グループに参加したため、労働組合との関係を疑われて同社退社。やむなく文通していた小山内薫を頼って上京。伊丹万作と同居生活をしながら、2月に創立された松竹キネマ付属の松竹キネマ俳優学校（小山内が主宰）に入る。同年、小山内薫の推薦を受けて、田中欽之監督・ヘンリー・小谷撮影の『新生』のシナリオを執筆する。以降松竹蒲田撮影所で50本以上の脚本を書いたあと、1923年（大正12年）に帝国キネマ芦屋撮影所に移って20本以上のシナリオを執筆する。
1924年（大正13年）、国木田独歩原作の『酒中日記』で監督デビュー。同年、『剣は裁く』が時代劇第1作となる。
1925年（大正15年）、東邦映画製作所に入社して同社第1作の『煙』を監督・脚本するが、この1作きりで退社し、伊藤映画研究所（伊藤大輔プロダクション）を設立、稲垣浩、岡田時彦らが研究生として所属した。設立第1作の『京子と倭文子』や『日輪』三部作を監督するが独立自体は失敗に終わる。

### 時代劇の名監督へ
1926年（昭和元年）、日活太秦撮影所に移り、まだ新人だった大河内傳次郎とコンビを組み、『長恨』、『流転』などの時代劇作品を監督、激しい乱闘シーンやアメリカ・ドイツ・ソ連など外国映画の影響を受けた大胆なカメラワークで注目を浴びる。さらに1927年（昭和2年）、映画史上に残る「金字塔」と称される傑作『忠次旅日記』三部作を発表。一躍映画界を代表する存在になり、後世に大きな影響を与えた。この年監督した河部五郎主演の『下郎』も名作に数えられ、撮影の唐沢弘光と初めてコンビを組んだ。

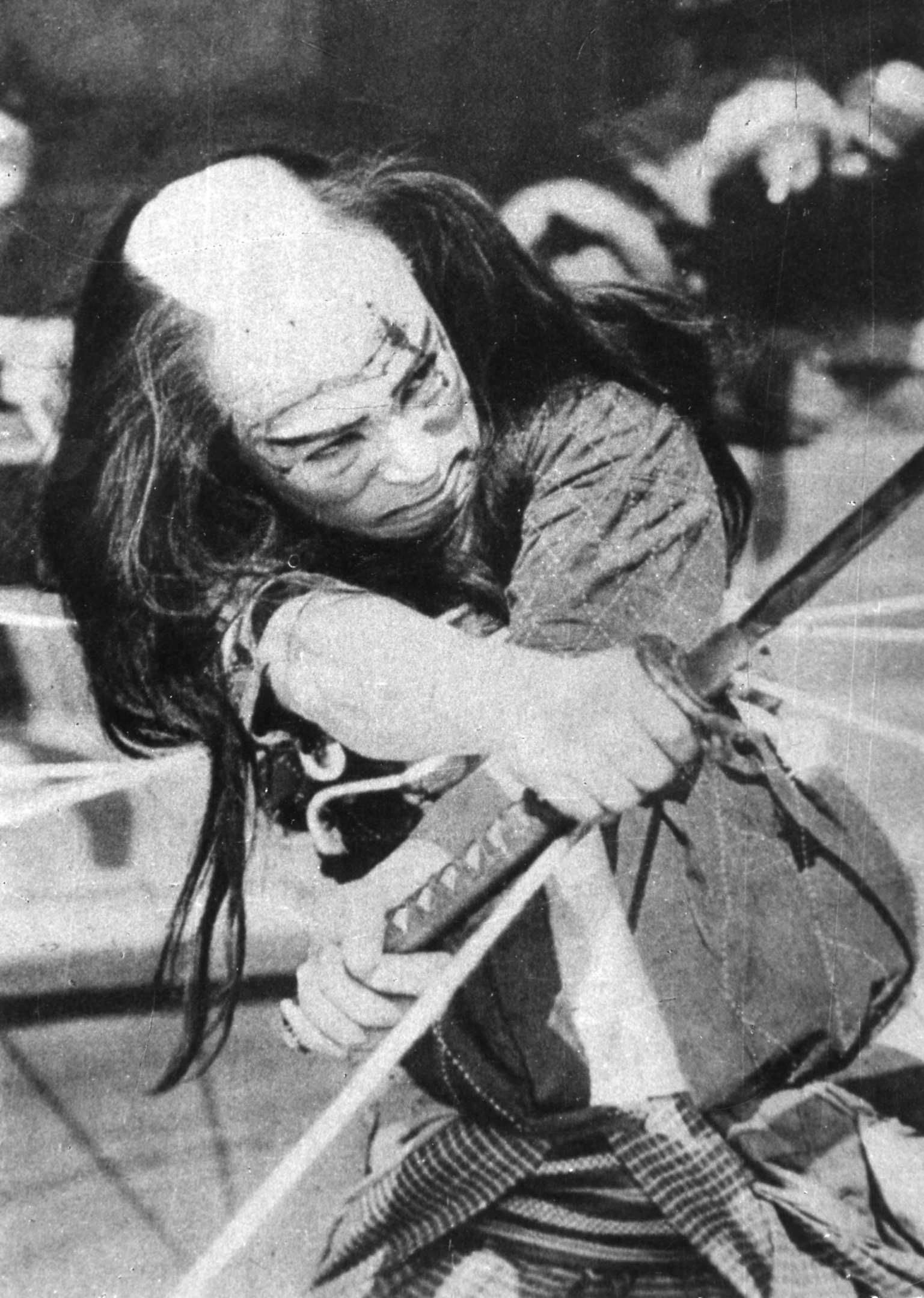
長恨（1926）大河内傳次郎との提携第1作

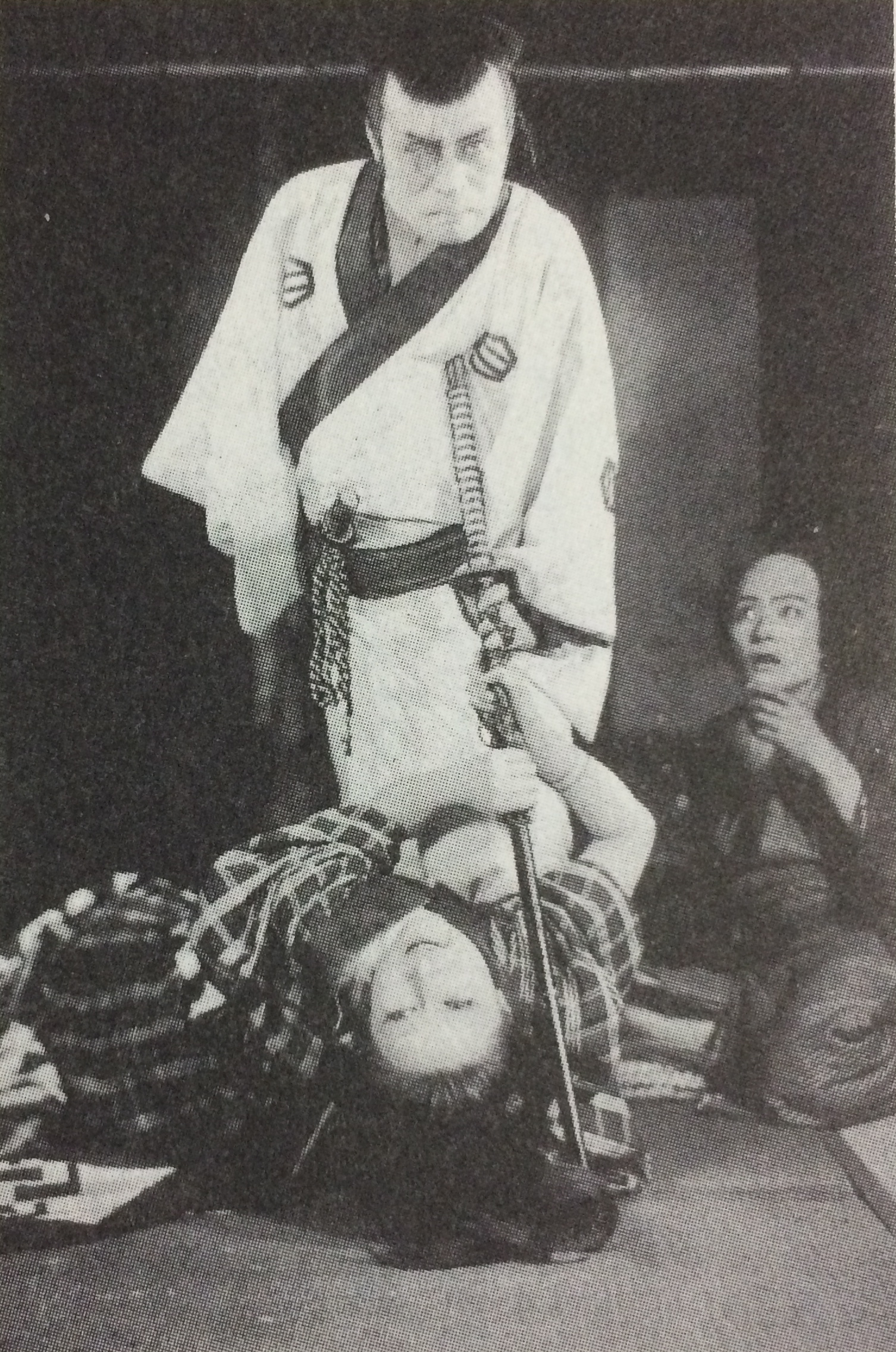
新版大岡政談（1928）丹下左膳を初めて映画化した名作

『忠次旅日記』で伊藤大輔、大河内伝次郎、唐沢弘光の3人が初めて顔を合わせ、ここに「ゴールデントリオ」が生まれた。以降サイレント末期の日本映画界をリードする旗手となり、この3人のコンビによって『素浪人忠弥』『興亡新撰組』（以上1930年公開）、『侍ニッポン』『御誂次郎吉格子』（以上1931年公開）など多くの時代劇の傑作を誕生させた。
1928年（昭和3年）、『新版大岡政談』で、大河内に隻腕隻眼の怪剣士「丹下左膳」を演じさせ、スピード感溢れる展開が大人気となり「大河内傳次郎の丹下左膳」の人気を不動のものとした。以来、『続大岡政談 魔像篇第一』（1930年）や『丹下左膳 第一篇』など大河内主演で一連の丹下左膳シリーズを連発した。
1929年（昭和4年）、市川右太衛門プロダクションで『一殺多生剣』を、松竹京都撮影所で月形龍之介主演で『斬人斬馬剣』を監督。両作とも当時の社会主義思想の影響を受けた「傾向映画」の代表作として知られ、前者は内務省の検閲によって、完成フィルムから300フィート余りが削除されている。しかしカット・バックや移動撮影の斬新さで世を驚かし、芸術的に高い評価を受けた。
映画がトーキー時代を迎えた頃、元々極めて奔放な性格で映画会社とトラブルが多かったことに重ねて、伊藤の社会的思想は当局によって弾圧の対象となり、検閲、言論統制が強まっていく時代の流れのなか、映画作りの意欲が衰えて不振を極め、小津安二郎、溝口健二、山中貞雄らに押されて、目立つ作品を残していない。
1932年（昭和7年）、村田実、田坂具隆、内田吐夢らとともに日活から独立して新映画社を設立するが、翌1933年（昭和8年）に解散。再び日活に戻った。同年、アメリカのウエスタン式トーキーを初めて使った『丹下左膳 第一篇』を発表。また、片岡千恵蔵プロダクションで『堀田隼人』を監督・脚本する。以降は監督作が不振状態に遭い、衣笠貞之助監督の『雪之丞変化』を始め、シナリオ作家として数々の名作を残していった。
1934年（昭和9年）9月、永田雅一、溝口健二、山田五十鈴らと第一映画社を設立する。
1936年（昭和11年）、日本映画監督協会の設立に参加。
1942年（昭和16年）、大映京都が嵐寛寿郎を迎えて製作した『鞍馬天狗横浜に現る』を監督。「鞍馬天狗」はアラカンの代表作であるが、大映京都ではこの一本に終わっている。1943年（昭和18年）には片岡千恵蔵主演で『宮本武蔵・二刀流開眼』を監督。こうした作品で時代劇スタアを育て上げると同時に、時代劇人気を支え、以後年に一本のペースで新作を撮り続ける。

### 戦後
戦後、GHQの規制で時代劇の製作ができなくなり、スランプが続くが、1947年（昭和22年）に「剣戟の無い時代劇」として、
封建制度の秩序維持の為に、無辜の若者に無実の罪を着せようとする幕府の陰謀に立ち向かう男のドラマとして山内伊賀亮を描いた
『素浪人罷通る』を、阪東妻三郎主演で演出し、スランプを脱出する。
1948年（昭和23年）に阪東妻三郎主演で『王将』を撮り、棋士坂田三吉とその家族の絆を感動的に描いた。その後1955年（昭和30年）に新東宝で『王将一代』を、1962年に東映で『王将』を作り、2度リメイクした。1963年には『続・王将』（東映、1962年作品の続編、佐藤純弥監督）の脚色を担当した。
1950年（昭和25年）に東横映画で早川雪洲主演で『レ・ミゼラブル あゝ無情（第一部）』を監督。1951年（昭和26年）には松竹30周年記念映画『大江戸五人男』を阪東妻三郎、市川右太衛門らオールスターを迎えて製作し、大ヒットした。
その後大映時代劇で活躍し、市川雷蔵主演の『弁天小僧』『切られ与三郎』などを発表。ほか、『眠狂四郎無頼剣』や『座頭市地獄旅』に脚本を提供し、大映の2大人気シリーズに関わった。

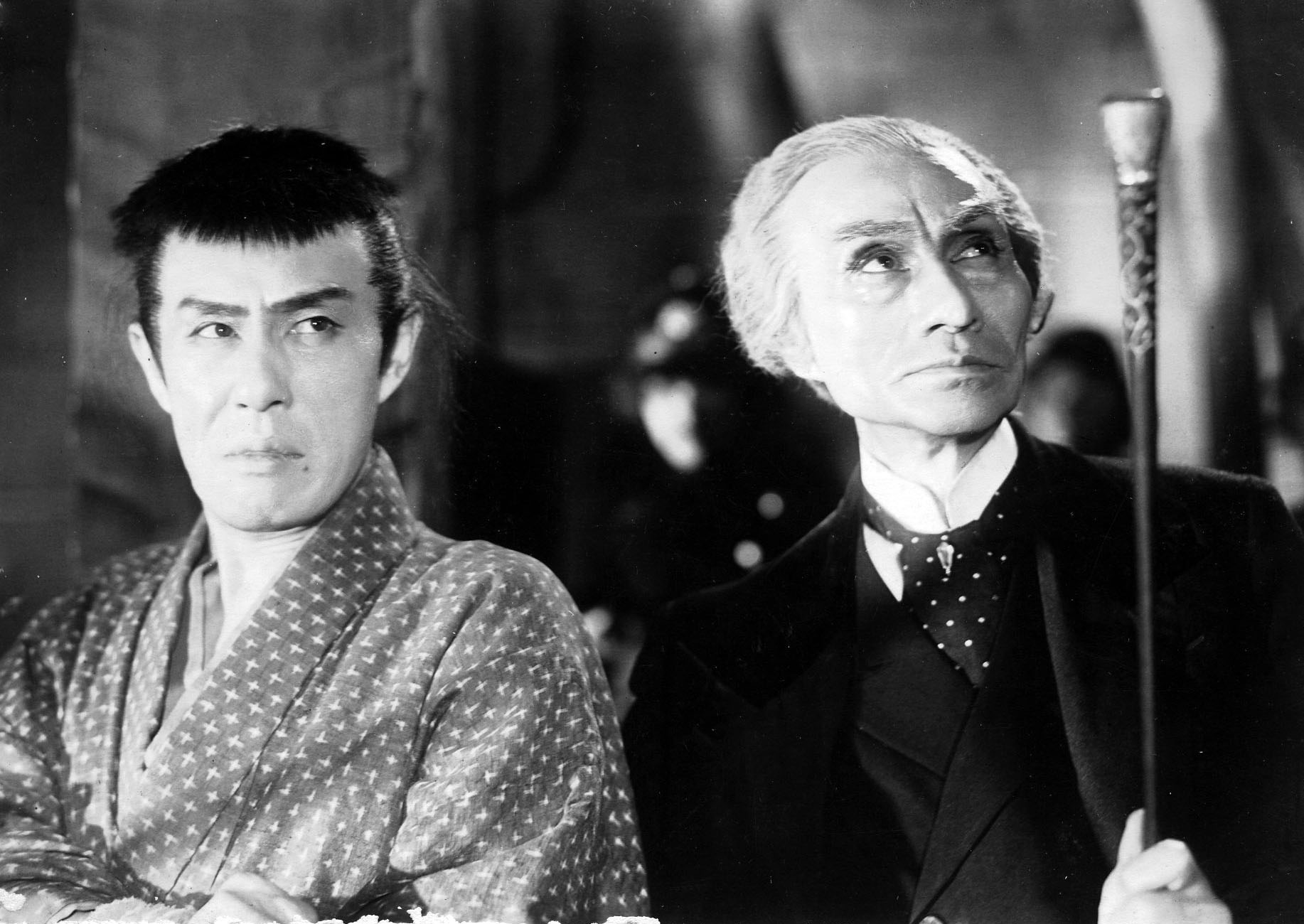
「鞍馬天狗横浜に現る」（1942）嵐寛寿郎（左）と上山草人（右）

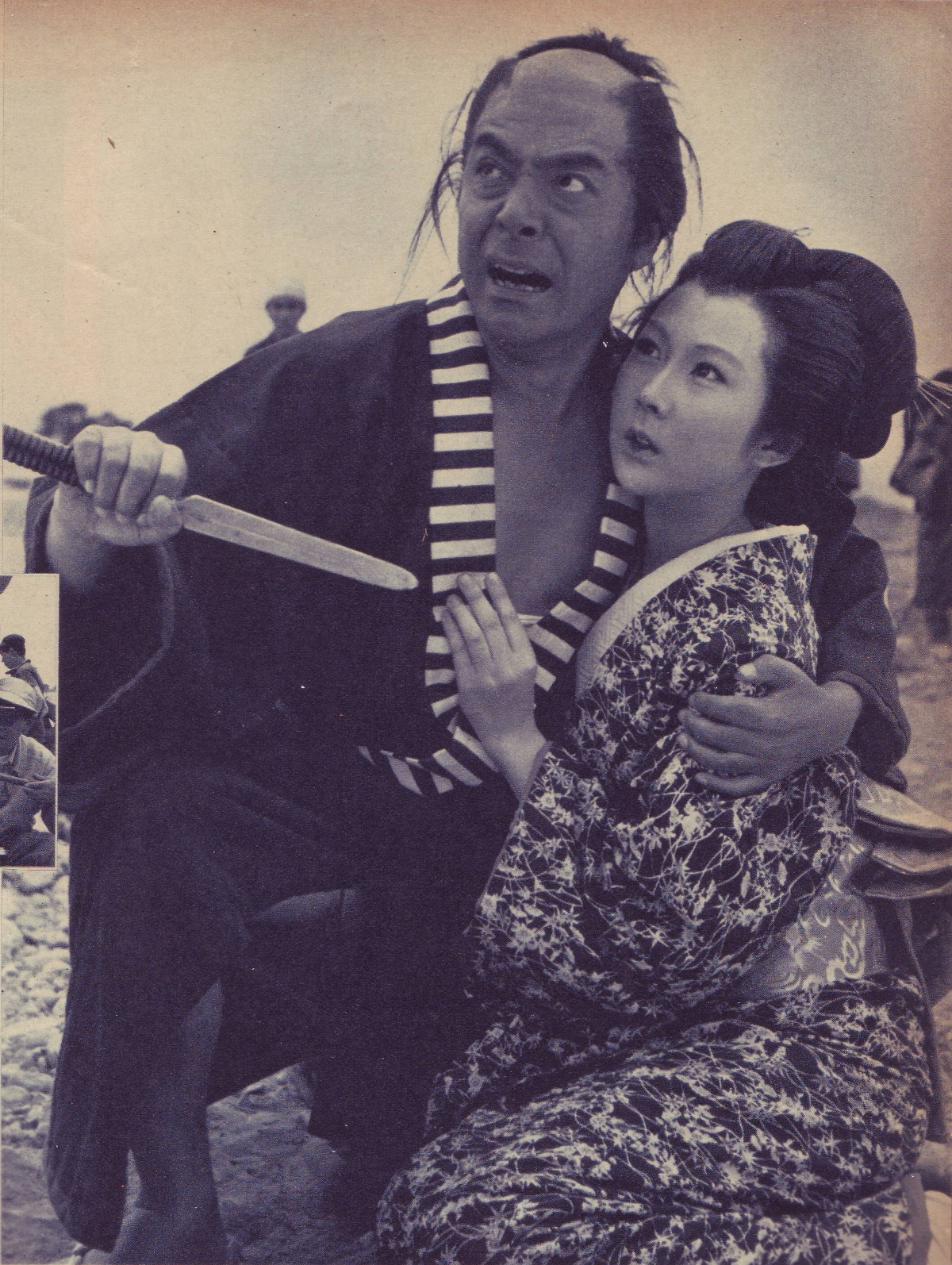
「下郎の首」（1955）現存しない作品「下郎」（1927）のリメイク版

1961年（昭和36年）に中村錦之助主演で『反逆児』を発表し、ブルーリボン賞監督賞を受賞し、戦後の代表作とした。1970年（昭和45年）、中村プロダクションで撮った『幕末』が最後の監督作品になった。司馬遼太郎の代表作『竜馬がゆく』を元に、中村、仲代達矢、吉永小百合、小林桂樹らの共演で撮った大作となった。その後は萬屋錦之介の舞台の脚本や演出を手がけた。
1972年（昭和47年）、京都市文化功労者に選ばれる。1978年（昭和53年）、山路ふみ子映画功労賞を受賞。
1981年（昭和56年）7月19日、腎不全のため京都府内の病院で死去。82歳没。墓所は右京区蓮華寺。

## 人物
移動撮影（レールを敷き、カメラマンとカメラを載せた台車がレール上を移動させて撮影する方法）が非常に好きな監督であり、姓名を捩って「イドウダイスキ（移動大好き）」と渾名された。また、サイレント期の作品ではフラッシュや多重露光など当時としては斬新な撮影技法を使い、巧みな話術で物語を展開した独特な作風で知られ、批評家の間では「伊藤話術」と呼ばれた。
当時の映画は週替わりの一週間興行だった。大映のプロデューサーだった奥田久司は、伊藤から「一週間のためにカツドウヤは命を削るんだ」と教えられ、育ったと語っている。
多数の作品を監督したが、今日、伊藤の撮った戦前の名作群は、シナリオ・フィルムともにそのほとんどが散逸してしまい、全貌をうかがうことが難しいものとなっている。ただ、幸いなことに『御誂次郎吉格子』は比較的原型に近い形で残っている。近年、関係者の努力により、『長恨』、『忠治旅日記』、『一殺多生剣』、『斬人斬馬剣』の一部が発見、復元作業も行われ、一般鑑賞が可能になった。また、大正期からカラー映画全盛期まで活躍した希少な監督の一人でもある。
父方の祖父は旧幕臣で、上野戦争に参加（彰義隊には加わっていない）し、上野黒門口の戦いで官軍の砲弾を受け重傷を負って死亡。鶯谷にあった伊藤家本家の控屋は戦火で焼失し、一家没落、離散の悲運を招くことになったという。そのため、明治維新・幕府瓦解の裏面史には心を惹かれていた。中村錦之助の舞台公演のために司馬遼太郎の『最後の将軍』を脚色した際には、「将軍家は、累世譜代の家来一統を見棄てられた...しかも、この人の為に祖父は死んだ...」という思いが拭えず、「まことに書き辛い一篇でありました。」と綴っている。
生誕の地である、元結掛児童遊園には、その偉業を讃えて記念碑が建立されている。大映京都撮影所の映画監督黒田義之は甥に当たり、東宝の映画監督稲垣浩も親戚である。
自宅を野々村仁清宅の跡地に構えており、庭いじりの際にはしばしば陶片が見つかったという。(海音寺潮五郎『日本の名匠』)

## 受賞
- 昭和23年度（第3回）芸術祭賞映画部門「王将」
- 昭和36年度（第16回）芸術祭賞映画部門「反逆児」
- 紫綬褒章〔昭和37年〕
- 第12回ブルーリボン賞監督賞（昭和36年度）「反逆児」
- 京都市民映画祭牧野省三賞（第6回）〔昭和38年〕
- 年間代表シナリオ（昭和36年度・46年度）「反逆児」「真剣勝負二刀流開眼」
- 第2回山路ふみ子映画功労賞

## おもなフィルモグラフィ
特筆以外いずれも監督作（全95作）である。脚本作は全200作。戦前の作には現存の有無を付した。
Category:伊藤大輔の監督映画
- 新生（1920年、田中欽之監督） - 脚本
- 海の呼声（1923年、野村芳亭監督） - 脚本
- 傷める小鳥（1923年、牛原虚彦監督） - 脚本
- 噫無情 第一篇 放浪の巻（1923年、牛原虚彦監督） - 脚本（9分の断片が現存[10]）
- 噫無情 第二篇 市長の巻（1923年、池田義臣監督） - 脚本
- 無明地獄（1924年、陸大蔵監督） - 脚本
- 酒中日記（1924年）
- 剣は裁く（1924年）
- 煙（1925年）
- 長恨（フランス語版）

（1926年）※13分の断片が現存
- 下郎（1927年）
- 忠次旅日記
  - 忠次旅日記 甲州殺陣篇（1927年）
  - 忠次旅日記 信州血笑篇（1927年）※『御用篇』との再編集版95分が現存[12]
  - 忠次旅日記 御用篇（1927年）
- 新版大岡政談（1928年）
- 新版四ツ谷怪談（1928年）
- 血煙高田馬場（1928年）※6分の短縮版が現存[13]
- 斬人斬馬剣（1929年）※26分の再編集版が現存[14]
- 一殺多生剣（1929年）※30分の再編集版が現存[15]
- 続大岡政談 魔像篇第一（1930年）
- 素浪人忠弥（1930年）
- 侍ニッポン（1931年）
- 御誂次郎吉格子（1931年）※79分の上映用プリントが現存[16]
- 堀田隼人（1933年）
- 月形半平太（1933年）※1分に満たない断片が現存[17]
- 丹下左膳 第一篇（1933年）※45分の上映用プリントが現存[18]
- 丹下左膳 剣戟の巻（1934年）※1分の断片が現存[19]
- お六櫛（1935年）※80分の上映用プリントが現存[20]
- 雪之丞変化 第一篇（1935年、衣笠貞之助監督） - 脚本
- 四十八人目（1936年）※91分の上映用プリントが現存[21]
- あさぎり峠（1936年）
- 忠治活殺剱（1936年、久保為義・マキノ正博監督） - 原作 ※45分の上映用プリントが現存[22]
- 薩摩飛脚（1938年）※86分の上映用プリントが現存[23]
- 鞍馬天狗（1942年）※改題『鞍馬天狗 黄金地獄』の90分の上映用プリントが現存[24]
- 二刀流開眼（1943年）※91分の上映用プリントが現存[25]
- 宮本武藏 決鬪般若坂（1943年）※75分の上映用プリントが現存[26]
- 東海水滸伝（1945年）※改修版『東海二十八人衆 東海水滸傳』の83分の上映用プリントが現存[27]
- 素浪人罷通る（1947年）
- 王将（1948年）
- 遥かなり母の国（1950年）
- おぼろ駕籠（1951年）
- 大江戸五人男（1951年）
- 獅子の座（1953年）
- 春琴物語（1954年）
- 下郎の首（1955年）
- 王将一代（1955年）
- 弁天小僧（1958年）
- 切られ与三郎（1960年）
- 反逆児（1961年）
- 王将（1962年）
- 徳川家康（1965年）
- 泥棒番付（1966年） - 脚本
- 幕末（1970年） - 監督作の遺作
- ある映画監督の生涯 溝口健二の記録（1975年、新藤兼人監督） - 出演
- 阪妻－阪東妻三郎の生涯（1980年、松田春翠監督） - 出演

## 著書
- 「王将 其他 伊藤大輔シナリオ選集」星林社、1948
- 「時代劇映画の詩と真実」キネマ旬報社、1976。加藤泰編
- 「伊藤大輔シナリオ集」全4巻、淡交社、1985。伊藤朝子編